# 黄金子
黄金子（くがにしー）は、琉球王国、第一尚氏王統第七代尚徳王と田名真玉津との間に、伊平屋島田名村にて出生した人物。
田名村等に黄金子の子孫が多くおり、繁栄したとの伝えがある。